# Široká
Široká este o arie protejată (arie specială de conservare — SAC, sit de importanță comunitară — SCI) din Slovacia întinsă pe o suprafață de 205,01 ha, integral pe uscat.

## Localizare
Centrul sitului Široká este situat la coordonatele 48°24′52″N 17°04′18″E / 48.414444°N 17.071667°E.

## Înființare
Situl Široká a fost declarat sit de importanță comunitară în aprilie 2004 pentru a proteja 15 specii de animale. Situl a fost protejat și ca arie specială de conservare în martie 2004.

## Biodiversitate
Situată în ecoregiunea panonică, aria protejată conține 2 habitate naturale: Stepe panonice nisipoase, Dune continentale panonice.
La baza desemnării sitului se află mai multe specii protejate:
- păsări (13): fâsă de pădure (Anthus spinoletta), înăriță (Carduelis flammea), erete vânăt (Circus cyaneus), egretă albă (Egretta alba), presură de stuf (Emberiza schoeniclus), șoim dunărean (Falco cherrug), lișiță (Fulica atra), becațină comună (Gallinago gallinago), codobatura galbenă (Motacilla flava), vultur pescar (Pandion haliaetus), potârniche (Perdix perdix), mărăcinar negru (Saxicola torquatus), sturzul viilor (Turdus iliacus)
- mamifere (2): liliac cărămiziu (Myotis emarginatus), liliac comun (Myotis myotis)

Pe lângă speciile protejate, pe teritoriul sitului au mai fost identificate 12 specii de plante, 1 specie de amfibieni, 9 specii de mamifere, 31 de specii de nevertebrate, 3 specii de reptile.